# Estadio Marcelino Imbers
Het Estadio Marcelino Imbers is een multifunctioneel stadion in La Unión, een stad in El Salvador. 
Het stadion wordt vooral gebruikt voor voetbalwedstrijden, de voetbalclub Atlético Balboa maakt gebruik van dit stadion. In het stadion is plaats voor 4.000 toeschouwers. Het stadion werd geopend in 1999.